# Hietan (ミュージシャン)
Hietan（ひ〜たん、英語表記: Hietan (musician)）は、岐阜県出身の日本のロック・ハードロックミュージシャン、ギタリストである。普段は会社員として働きながら、2021年よりインディーズで音楽活動を開始している。主にインターネット上で活動する自主制作音楽家であり、自らを「ネットワークミュージシャン」「流浪のギタリスト」と称している。ストリーミング配信を中心に、自作曲を発表しており、ロック、ハードロック、インストゥルメンタル作品を中心に制作している。
特徴として、エレクトリック・ギターを主体としたダイナミックなロックサウンドに加え、宇宙、未来、人工知能などSF的な物語性を取り入れたコンセプト作品を多く発表している。ショートドラマ形式のミュージックビデオも制作し、視覚的な世界観も合わせて表現している。

## 経歴
2021年8月1日、デビューEP『Noize land (Master Noize)』をデジタルリリースし、本格的に音楽活動を開始。
2022年2月1日にはSFコンセプトをテーマに据えたEP『火星移住計画（Go to Mars）』を発表し、「明日への希望」「ギャラクシーウォーズ」「アクセラレイター」など火星への旅立ちを描いた楽曲を収録した。
2022年8月1日、7曲入りアルバム『Röslein Mars（ルースライン・マーズ）』をリリース。火星から地球（Terra）への帰還を想起させる楽曲群を制作し、宇宙と郷愁をテーマにした叙情的な作風を展開した。
2024年11月2日、2作目となるフルアルバム『Beyond Dreams Revolution』をリリース。全12曲で構成され、「希望と冒険」をメインテーマに掲げ、激しいギターリフと爽快なメロディが響くエネルギッシュなロックアルバムとなった。

## 音楽性と世界観
Hietanの音楽スタイルは、クラシック・ロック、ハードロックをベースに、未来や宇宙への探究心をテーマに加えたSFロックである。重厚なギターリフ、骨太なリズム、伸びやかなメロディを組み合わせ、作品ごとに異なる世界観を設定する手法を採っている。
インストゥルメンタル曲「Going Beyond Ceres」では、小惑星帯を抜け、セレスでの補給を経て木星を目指すというストーリーが設定されており、楽曲と物語が一体化したコンセプチュアルな構成となっている。
アルバム『Röslein Mars』では、火星という異星を舞台にした人間ドラマや、地球への憧憬をテーマに、SFロックならではの叙情的な展開を見せた。
視覚面でもこだわりがあり、YouTubeやTikTokなどで発表するショートドラマPVでは、宇宙探査、異星間恋愛、未来都市生活などをモチーフにした短編映像を制作している。

## 評価
Hietanは主にインターネットを通じてファンを拡大しており、SpotifyやApple Music、Amazon Musicなど主要音楽配信サービスで楽曲を提供している。
2022年には、楽曲「Go to Terra」がSpotifyの海外向けプレイリスト『360°: The Best Indie Music』に選出され、海外のリスナー層にもリーチした実績がある。また、2021年末時点で楽曲総再生回数が20,000回を突破し、継続的な成長を見せている。

## ディスコグラフィ
アルバム・EP
- 2021年8月1日 - Noize land (Master Noize)（デジタルEP）
- 2022年2月1日 - 火星移住計画（EP）
- 2022年8月1日 - Röslein Mars（アルバム）
- 2024年11月2日 - Beyond Dreams Revolution（アルバム）

シングル
- 2022年 - 光の道テラへ (Remix NewLyrics)